# Automolis opobensis
Automolis opobensis är en fjärilsart som beskrevs av Embrik Strand 1917. Automolis opobensis ingår i släktet Automolis och familjen björnspinnare. Inga underarter finns listade i Catalogue of Life.